# ヴォルペード
ヴォルペード（イタリア語: Volpedo）は、イタリア共和国ピエモンテ州アレッサンドリア県にある、人口約1,200人の基礎自治体（コムーネ）。

## 地理

### 位置・広がり
アレッサンドリア県東部に位置するコムーネで、北東にパヴィーア県（ロンバルディア州）と境界を接する。ヴォルペードの町は、トルトーナから東へ約9km、ヴォゲーラから南南西へ約12km、県都アレッサンドリアから東へ約29km、ジェノヴァから北へ約54km、ミラノから南南西へ約66km、州都トリノから東南東へ約104kmの距離にある。
| 隣接するコムーネは以下の通り。PVはパヴィーア県所属を示す。 - カザルノチェート - ゴディアスコ・サリーチェ・テルメ (PV) - モンレアーレ - モンテマルツィーノ - ポッツォール・グロッポ - ヴォルペリーノ |

### 地震分類
イタリアの地震リスク階級 (it) では、3 に分類される
。
- 町役場
- 教会と城壁
- Via Torraglio
- 奥にモンテ・ローザ
- Pieve di San Pietro 教会

## 行政

### 分離集落
ヴォルペードには、以下の分離集落（フラツィオーネ）がある。
- Ca' Barbieri, Casanova, Cascinetta, Cà Stringa, Croce, Ghilina

## 文化・観光
「イタリアの最も美しい村」クラブ加盟コムーネである。

## 人物

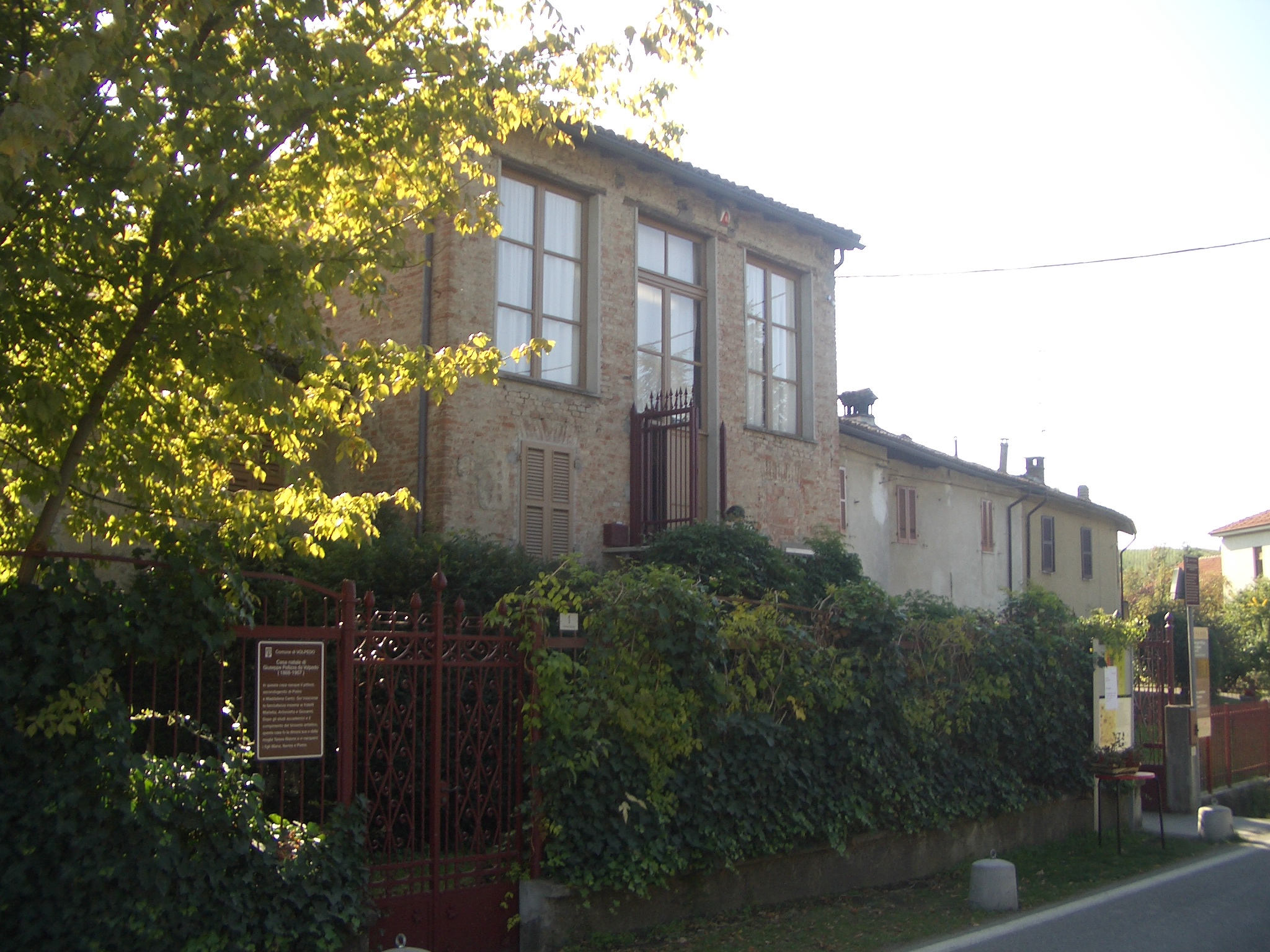
ジュゼッペ・ペリッツァ・ダ・ヴォルペードのアトリエ

### 著名な出身者
- ジュゼッペ・ペリッツァ・ダ・ヴォルペード - 19-20世紀の画家